# Joaquín Ardaiz
Joaquín Matías Ardaiz de los Santos (Salto, 11 de enero de 1999) es un futbolista uruguayo. Juega como delantero y su equipo es el Sarmiento de Junín de la Liga Profesional de Fútbol Argentino. Su hermano, Matías de los Santos también futbolista.

## Trayectoria

### Inicios
Ardaiz comenzó a jugar al baby fútbol en el Club Saladero de Salto. Jugaba como centrocampista, de 10. Se destacó en la liga local, y tuvo la posibilidad de jugar el mundialito Danone, llamó la atención de los principales equipos de la capital uruguaya, Montevideo.
En 2012 fue fichado por Danubio, ya que fue quien le ofreció una mejor propuesta. Joaquín se mudó a la capital con 13 años, el club se encargó de alojarlo, alimentarlo y apoyarlo en los estudios.
Comenzó su primera temporada en Séptima División, la categoría sub-14. Anotó 13 goles en el campeonato, dando un año de ventaja en la categoría.
En el año 2013, con 14 años, Joaquín fue invitado por el club europeo Porto para practicar en sus instalaciones. Los portugueses vieron un video con la destreza del uruguayo, en octubre mandaron un ojeador a Montevideo para evaluar el juego de Ardaiz en vivo y tuvo una buena impresión. El presidente de Danubio aceptó la invitación y el jugador pudo entrenar en Portugal por 20 días.
Porto quedó con una buena imagen luego del período de prueba, de 356 artículos evaluativos, Ardaiz obtuvo un 95% de lo esperado, por lo que solicitaron mantener el contacto. Danubio le otorgó prioridad sobre el posible fichaje al club portugués, porque también existían interesados desde Inglaterra.
Finalizó el año con 21 goles con la sub-14, esta vez con la edad de la categoría, Danubio logró el Torneo Apertura y Clausura, por lo que se coronaron vencedores del campeonato uruguayo, fueron los primeros títulos para Ardaiz. Además estuvo en Sexta División algunas oportunidades y logró anotar un gol en campeonato sub-15.
En el año 2014 jugó en la sub-16 y convirtió 12 goles en el campeonato con uño menos de la categoría.
A fin de año, viajó a Buenos Aires con una selección sub-19 de Danubio para jugar un torneo amistoso organizado por Lanús. Llegaron a la final de la Copa Oro, se enfrentaron a otro equipo uruguayo, Liverpool, empataron 1 a 1, fueron a penales y ganaron 5 a 3. Ardaiz estuvo presente en 4 partidos, anotó un gol y convirtió uno de los penales en la final.
En 2015 jugó en la categoría sub-16, pero se integró a Quinta División. Tuvo un gran año, anotó 4 goles con la sub-16 y con la sub-17 fue el goleador del equipo con 15 anotaciones. Danubio quedó en primer lugar del Torneo Clausura sub-17, pero perdieron contra Peñarol la posibilidad de ser campeón uruguayo. Con la sub-16, los de la franja se quedaron también con el Clausura, además con la tabla anual, y vencieron a Liverpool en una final por 2 a 0, Joaquín anotó el gol que sentenció el partido y se coronaron campeones del torneo uruguayo.

### Danubio
Fue ascendido por Luis González a Primera para comenzar la pretemporada 2016, el 5 de enero tuvo su primer entrenamiento con el plantel absoluto. Coincidió con su hermano, Matías De Los Santos, que desde 2013 era parte del plantel profesional.
No fue convocado para disputar los primeros partidos amistosos, de la Copa Suat 2016, en la que salieron campeones. Pero si fue considerado por el técnico para viajar a Brasil y estar a la orden para disputar partidos internacionales amistosos.
Debutó en el primer equipo el 23 de enero de 2016, en el Arena do Grêmio de Porto Alegre ante unos 15.000 espectadores, ingresó al minuto 60 por Juan Manuel Olivera, jugó contra Grêmio y empataron 1 a 1. Luego estuvo presente el 25 de enero, jugaron contra Cruzeiro de Porto Alegre, ingresó al minuto 55 y empataron 1 a 1. Finalmente, el 27 de enero, jugaron el último partido amistoso en Porto Alegre, su rival fue un equipo alternativo de Internacional, Ardaiz ingresó en el segundo tiempo y anotó su primer gol con los profesionales, el partido finalizó 1 a 1. Regresaron a Uruguay invictos, con 3 empates y una buena preparación.
Los primeros días de febrero, trascendió en la prensa internacional el interés de equipos europeos como Barcelona, Liverpool y Manchester City, por la ficha de Ardaiz.
El 7 de febrero fue convocado por primera vez para jugar, contra Juventud, un partido oficial, por la fecha 1 del Torneo Clausura 2016. Estuvo en el banco de suplentes, no tuvo minutos y ganaron 2 a 1.
Debutó oficialmente el 14 de febrero, ingresó al minuto 59 por Saracchi para enfrentar a Cerro en el Nasazzi pero perdieron 1 a 0. Jugó su primer partido con 17 años y 34 días, utilizó la camiseta número 25, además estuvo en cancha con su hermano.
En su segundo encuentro, el 21 de febrero, jugaron como locales en Jardines contra El Tanque Sisley, Joaquín ingresó al juego al minuto 74, con el partido 3 a 1 en contra, pero su compañero Barreto acortó distancias con una anotación, al minuto 93, Ardaiz marcó su primer gol oficial, con un cabezazo venció al portero rival y sentenció el 3 a 3 final.
Disputó su primer clásico contra Defensor Sporting el 28 de febrero, el primer tiempo finalizó 2 a 1 a favor de los de la Franja, Ardaiz ingresó al minuto 72 pero finalmente la Viola ganó 3 a 2 con un gol en tiempo cumplido.
El 24 de abril fue titular por primera vez, se enfrentaron al River Plate de Juan Ramón Carrasco, estuvo 66 minutos en cancha pero perdieron 3 a 0.
Danubio tuvo un irregular Torneo Clausura, finalizaron en la posición 15 de la tabla, sobre 16 equipos. En su primera temporada oficial, Joaquín disputó 11 partidos, de los cuales en 2 fue titular, y convirtió un gol. Debido a los malos resultados, al final del torneo, asumió Leonardo Ramos como entrenador.
Joaquín realizó la preparación para jugar en la segunda mitad del año con los profesionales.
Fue convocado en la fecha 1 del Campeonato Uruguayo Especial, se enfrentaron a Nacional, no tuvo minutos pero vencieron a los bolsos por 2 a 1.
El 3 de septiembre, en la fecha 2, Joaquín ingresó en el partido contra Rampla Juniors, debido a una lesión de Juan Manuel Olivera antes de terminar el primer tiempo. En el minuto 50, tras una asistencia de Saracchi, Ardaiz convirtió el primer gol del partido pero finalmente perdieron 2 a 1.
Sufrió un esguince de rodilla y tuvo varios días de recuperación. El entrenador decidió convocarlo nuevamente para la fecha 7 para jugar contra Peñarol.
Danubió recibió a los Carboneros el 9 de octubre, fue un partido parejo e intenso, ya que en los primeros 21 minutos, iban 2 a 2, en el segundo tiempo Ardaiz ingresó por Olivera. Al minuto 91, Joaquín recibió el balón antes de la mitad de la cancha, en su propio lado, logró pasar la marca de Ángel Rodríguez, continuó en carrera, con tres jugadores rodeándolo, hasta llegar al borde del área del arquero Damián Frascarelli, disparó y convirtió el gol del triunfo, ganaron 3 a 2. Por la importancia de su gol, fue destacado como el jugador de la fecha, para Tenfield.
En la fecha 10, viajaron a Trinidad para jugar contra Boston River, Ardaiz fue al banco de suplentes y comenzaron perdiendo, para el segundo tiempo el entrenador Ramos lo mandó a la cancha. Su compañero Damián Malrechauffe puso el empate parcial, luego al minuto 83, Joaquín recibió un pase en profundidad desde su campo, por lo que tuvo que correr desde el medio, puso su cuerpo contra un rival y ganó la pelota, encaró hacia el área, pero lo derribaron en el borde, desde el piso logró impulsar el balón hasta el arco rival y convirtió el 2 a 1 final.
Los de la Curva realizaron una buena campaña, pero desde la fecha 11 hasta la 14 no lograron ganar, con dos empates y dos derrotas, por lo que en la penúltima fecha quedó fuera de la competencia por el título. Finalizaron en tercer lugar del Campeonato Uruguayo 2016 y clasificaron a la Copa Sudamericana 2017. Joaquín estuvo presente en 10 partidos, de los cuales fue titular en dos, anotó 3 goles y brindó 2 asistencias.
El 15 de diciembre, fue elegido Boris Igelka como presidente de Danubio, el cual tasó la ficha de Ardaiz en U$S 5 000 000. Finalmente el 16 de enero de 2017, un grupo inversor inglés pagó 2 millones de dólares por el 70% de la ficha de Joaquín. Firmó contrato con El Tanque Sisley, equipo que lo cedió a Danubio hasta junio.

### Europa y Canadá
El 28 de agosto de 2017 fue presentado como nuevo jugador del Royal Antwerp de la Primera División de Bélgica, luego de haber jugado durante el año 9 partidos con el Danubio. El 29 de octubre marcó su primer gol con el Antwerp en la 13.ª fecha contra el Mouscron. El 6 de noviembre, Ardaíz marca su 2.º tanto en 6 partidos con el Royal Antwerp con 226 minutos jugados. Está vez ''el pájaro'' marcó el 1-1 parcial contra el Charleroi, que terminaría en derrota de su equipo por 3-1. Ardaiz jugó los 90 minutos.
El 17 de agosto de 2018 fue cedido al Frosinone Calcio tras firmar por el F. C. Chiasso.
El 8 de febrero de 2019 el Vancouver Whitecaps hizo oficial su llegada como cedido con opción de compra hasta final de año. La opción no se hizo efectiva y en agosto de 2020 fichó por el F. C. Lugano para las siguientes dos temporadas. Estuvo una de ellas, ya que en julio de 2021 se marchó al F. C. Schaffhausen.

### Argentina
El 7 de septiembre de 2024 regresa al fútbol sudamericano para formar parte del plantel de Argentinos Juniors. Llegó en calidad de jugador libre y firmó contrato por 3 años.

## Selección nacional

### Trayectoria
Joaquín ha sido parte de la selección de Uruguay en las categorías juveniles sub-15 y sub-20.
El técnico Alejandro Garay lo convocó en el año 2012 por primera vez, estuvo todo el año practicando con la sub-15 con un año menos de la categoría, disputó partidos amistosos contra equipos y selecciones departamentales locales. Viajaron a su ciudad natal, Salto, y jugaron en la cancha del equipo en que se formó, el Club Saladero.
A fin de año, jugaron los primeros encuentros internacionales, contra Newell's y Colón en Argentina. Los partidos se disputaron el 13, 14 y 15 de noviembre de 2012. Joaquín anotó 2 goles en los encuentros.
Finalizó el año siendo convocado nuevamente pero en el 2013 no volvió a ser llamado.
En su primera etapa con la selección, compartió plantel con jugadores como Federico Valverde, Nicolás Schiappacasse y Marcelo Saracchi.
Volvió a ser convocado en el 2014, Garay comenzó los entrenamientos de la sub-15 con jugadores de las categorías 1999 y 2000. Pero luego Joaquín fue desafectado, ya que se concentraron en los que podían ser seleccionados para el Campeonato Sudamericano Sub-15 de 2015, los de la categoría 2000.
El 2 de marzo de 2016 fue convocado para comenzar los entrenamientos con la sub-20, bajo las órdenes de Fabián Coito, junto a sus compañeros de club Amuz, Rodríguez, Ebre, Saracchi y Caetano. Se integró a las prácticas a pesar de dar dos años de ventaja y poder ser parte de la siguiente generación sub-20.
Jugó el primer amistoso de práctica del año, se enfrentaron a Boston River, Uruguay perdió 1 a 0 en los primeros 45 minutos, pero para el segundo tiempo el entrenador cambió todo el equipo y ese tiempo finalizó 1 a 1.
El 17 de marzo fue llamado para jugar dos partidos amistosos internacionales en Asunción.
Debutó con la sub-20 el 22 de marzo, ingresó al minuto 39 por Diego Rossi y perdieron 4 a 3 contra Paraguay. Utilizó la camiseta número 19 y su primer partido fue con 17 años y 71 días.
En la revancha, que se jugó dos días después, fue titular, estuvo 85 minutos en cancha y empataron 2 a 2 con la selección paraguaya.
Fue convocado para jugar dos partidos amistosos contra Paraguay nuevamente, esta vez en Uruguay. El 26 de abril jugó su primer encuentro con la sub-20 en el país, ingresó en el segundo tiempo por Schiappacasse y disputó los 45 minutos finales bajo la mirada de Óscar Tabárez, técnico de la selección absoluta, empataron 1 a 1. Debido a que fue convocado por Danubio, tuvo que dejar la selección y no pudo estar presente en el segundo amistoso.
El 2 de junio, jugó su cuarto partido internacional con la sub-20, fue en el Estadio Jardines del Hipódromo, cancha que conocía al jugar como local con su club, Joaquín ingresó para comenzar el segundo tiempo y enfrentar a Chile, al minuto 75 el encuentro se puso 2 a 1 en contra, pero cinco minutos después, el Pájaro anotó su primer gol con la categoría y finalmente empataron 2 a 2.
El 12 de diciembre de 2016, fue convocado por Fabián Coito para entrenar en el complejo AUF, junto a otros 27 futbolistas. Fue confirmado en la lista definitiva el 29 de diciembre, para jugar el Campeonato Sudamericano Sub-20.
Joaquín jugó 6 partidos y en la última fecha se enfrentaron al local, Ecuador, con la posibilidad de ser campeones, el Pájaro se despachó con un doblete y ganaron 2 a 1, por lo que Uruguay se quedó con el título.
El 25 de abril fue confirmado en el plantel definitivo para viajar a Corea del Sur y jugar la Copa Mundial Sub-20.

#### Participaciones en juveniles
En cursiva las competiciones no oficiales.
| Competición                            | Sede          | Resultado     | Partidos | Goles |
| -------------------------------------- | ------------- | ------------- | -------- | ----- |
| Campeonato Sudamericano Sub-20 de 2017 | Ecuador       | Campeón       | 6        | 2     |
| Copa Mundial Sub-20 de 2017            | Corea del Sur | Cuarto puesto | 7        | 0     |

### Detalles de partidos
| Con Uruguay sub-20 | Con Uruguay sub-20 | Con Uruguay sub-20          | Con Uruguay sub-20    | Con Uruguay sub-20     | Con Uruguay sub-20                      | Con Uruguay sub-20 | Con Uruguay sub-20          | Con Uruguay sub-20                                                                                   | Con Uruguay sub-20 |
| N.º                | Rival              | Resultado                   | Fecha                 | Lugar                  | Competencia                             | Goles              | Asistencias                 | Ref.                                                                                                 |                    |
| ------------------ | ------------------ | --------------------------- | --------------------- | ---------------------- | --------------------------------------- | ------------------ | --------------------------- | --- | ------------------ |
| 1                  | Paraguay           | 4:3 (2:2)                   | 22 de marzo de 2016   | Luque Paraguay         | Amistoso                                | -                  | -                           | 1 |                    |
| 2                  | Paraguay           | 2:2 (0:1)                   | 24 de marzo de 2016   | Luque Paraguay         | Amistoso                                | -                  | 16' a Nicolás Schiappacasse | 2 |                    |
| 3                  | Paraguay           | 1:1 (0:1)                   | 26 de abril de 2016   | Canelones · Uruguay    | Amistoso                                | -                  | -                           | 3 |                    |
| 4                  | Chile              | 2:2 (1:1)                   | 2 de junio de 2016    | Montevideo · Uruguay   | Amistoso                                | 80'                | -                           | 4 |                    |
| 5                  | Perú               | 4:0 (0:0)                   | 16 de junio de 2016   | Maldonado · Uruguay    | Amistoso                                | -                  | -                           | 5 |                    |
| 6                  | Sel. Gaúcha        | 3:3 (2:0)                   | 18 de agosto de 2016  | Canelones · Uruguay    | Amistoso                                | 74'                | -                           | 6 |                    |
| 7                  | Venezuela          | 0:0                         | 19 de enero de 2017   | Ibarra · Ecuador       | Campeonato Sudamericano Fase de grupos  | -                  | -                           | 7 |                    |
| 8                  | Perú               | 2:0 (1:0)                   | 25 de enero de 2017   | Ibarra · Ecuador       | Campeonato Sudamericano Fase de grupos  | -                  | -                           | 8 |                    |
| 9                  | Bolivia            | 3:0 (2:0)                   | 27 de enero de 2017   | Ibarra · Ecuador       | Campeonato Sudamericano Fase de grupos  | -                  | -                           | 9 |                    |
| 10                 | Argentina          | 3:0 (2:0)                   | 30 de enero de 2017   | Quito · Ecuador        | Campeonato Sudamericano Hexagonal final | -                  | -                           | 10                                                                                                   |                    |
| 11                 | Colombia           | 3:0 (1:0)                   | 5 de febrero de 2017  | Quito · Ecuador        | Campeonato Sudamericano Hexagonal final | -                  | -                           | 11                                                                                                   |                    |
| 12                 | Ecuador            | 1:2 (0:2)                   | 11 de febrero de 2017 | Quito · Ecuador        | Campeonato Sudamericano Hexagonal final | 4', 25'            | -                           | 12                                                                                                   |                    |
| 13                 | Argentina          | 2:1 (2:1)                   | 12 de abril de 2017   | Buenos Aires Argentina | Amistoso                                | -                  | -                           | 13                                                                                                   |                    |
| 14                 | China              | 1:3 (0:1)                   | 8 de mayo de 2017     | Xi'an China            | Amistoso                                | 57'                | -                           | 14 (enlace roto disponible en Internet Archive; véase el historial, la primera versión y la última). |                    |
| 15                 | Corea del Sur      | 2:0 (1:0)                   | 11 de mayo de 2017    | Cheongju Corea del Sur | Amistoso                                | -                  | -                           | 15 (enlace roto disponible en Internet Archive; véase el historial, la primera versión y la última). |                    |
| 16                 | Arabia Saudita     | 0:2 (0:1)                   | 14 de mayo de 2017    | Goyang Corea del Sur   | Amistoso                                | -                  | -                           | 16 (enlace roto disponible en Internet Archive; véase el historial, la primera versión y la última). |                    |
| 17                 | Italia             | 0:1 (0:0)                   | 21 de mayo de 2017    | Suwon Corea del Sur    | Copa Mundial Fase de grupos             | -                  | -                           | 17 (enlace roto disponible en Internet Archive; véase el historial, la primera versión y la última). |                    |
| 18                 | Japón              | 2:0 (1:0)                   | 24 de mayo de 2017    | Suwon Corea del Sur    | Copa Mundial Fase de grupos             | -                  | -                           | 18 (enlace roto disponible en Internet Archive; véase el historial, la primera versión y la última). |                    |
| 19                 | Sudáfrica          | 0:0                         | 27 de mayo de 2017    | Suwon Corea del Sur    | Copa Mundial Fase de grupos             | -                  | -                           | 19 (enlace roto disponible en Internet Archive; véase el historial, la primera versión y la última). |                    |
| 20                 | Arabia Saudita     | 1:0 (0:0)                   | 31 de mayo de 2017    | Incheon Corea del Sur  | Copa Mundial Octavos de final           | -                  | -                           | 20 (enlace roto disponible en Internet Archive; véase el historial, la primera versión y la última). |                    |
| 21                 | Portugal           | 2:2 (2:1)(t. s.) (4:5 pen.) | 4 de junio de 2017    | Daejeon Corea del Sur  | Copa Mundial Cuartos de final           | -                  | -                           | 21                                                                                                   |                    |
| 22                 | Venezuela          | 1:1 (0:0)(t. s.) (3:4 pen.) | 8 de junio de 2017    | Daejeon Corea del Sur  | Copa Mundial Semifinal                  | -                  | -                           | 22                                                                                                   |                    |
| 23                 | Italia             | 0:0 (1:4 pen.)              | 11 de junio de 2017   | Suwon Corea del Sur    | Copa Mundial Tercer puesto              | -                  | -                           | 23 (enlace roto disponible en Internet Archive; véase el historial, la primera versión y la última). |                    |

## Estadísticas

### Clubes
Actualizado al 16 de septiembre de 2023.
| Club | Div.          | Temporada     | Liga  | Liga  | Copas nacionales(1) | Copas nacionales(1) | Torneos internacionales(2) | Torneos internacionales(2) | Total | Total |
| Club | Div.          | Temporada     | Part. | Goles | Part.               | Goles               | Part.                      | Goles                      | Part. | Goles |
| --- | ------------- | ------------- | ----- | ----- | ------------------- | ------------------- | -------------------------- | -------------------------- | ----- | ----- |
| Danubio F. C. · Uruguay                                                                                        | 1.ª           | 2015-16       | 11    | 1     | ―                   | ―                   | ―                          | ―                          | 11    | 1     |
| Danubio F. C. · Uruguay                                                                                        | 1.ª           | 2016          | 10    | 3     | ―                   | ―                   | ―                          | ―                          | 10    | 3     |
| Danubio F. C. · Uruguay                                                                                        | 1.ª           | 2017          | 8     | 0     | ―                   | ―                   | 1                          | 0                          | 9     | 0     |
| Danubio F. C. · Uruguay                                                                                        | Total club    | Total club    | 29    | 4     | 0                   | 0                   | 1                          | 0                          | 30    | 4     |
| Royal Antwerp F. C. · Bélgica                                                                                  | 1.ª           | 2017-18       | 21    | 5     | 2                   | 0                   | ―                          | ―                          | 23    | 5     |
| Royal Antwerp F. C. · Bélgica                                                                                  | Total club    | Total club    | 21    | 5     | 2                   | 0                   | 0                          | 0                          | 23    | 5     |
| Frosinone Calcio · Italia                                                                                      | 1.ª           | 2018-19       | 1     | 0     | ―                   | ―                   | ―                          | ―                          | 1     | 0     |
| Frosinone Calcio · Italia                                                                                      | Total club    | Total club    | 1     | 0     | 0                   | 0                   | 0                          | 0                          | 1     | 0     |
| Vancouver Whitecaps · Canadá                                                                                   | 1.ª           | 2019          | 16    | 0     | 2                   | 0                   | ―                          | ―                          | 18    | 0     |
| Vancouver Whitecaps · Canadá                                                                                   | Total club    | Total club    | 16    | 0     | 2                   | 0                   | 0                          | 0                          | 18    | 0     |
| F. C. Lugano Suiza                                                                                             | 1.ª           | 2020-21       | 26    | 3     | 2                   | 0                   | ―                          | ―                          | 28    | 3     |
| F. C. Lugano Suiza                                                                                             | Total club    | Total club    | 26    | 3     | 2                   | 0                   | 0                          | 0                          | 28    | 3     |
| F. C. Schaffhausen Suiza                                                                                       | 2.ª           | 2021-22       | 38    | 20    | 2                   | 0                   | ―                          | ―                          | 40    | 20    |
| F. C. Schaffhausen Suiza                                                                                       | Total club    | Total club    | 38    | 20    | 2                   | 0                   | 0                          | 0                          | 40    | 20    |
| F. C. Lucerna Suiza                                                                                            | 1.ª           | 2022-23       | 15    | 0     | 2                   | 1                   | ―                          | ―                          | 17    | 1     |
| F. C. Lucerna Suiza                                                                                            | Total club    | Total club    | 15    | 0     | 2                   | 1                   | 0                          | 0                          | 17    | 1     |
| F. C. Winterthur Suiza                                                                                         | 1.ª           | 2022-23       | 16    | 5     | ―                   | ―                   | ―                          | ―                          | 16    | 5     |
| F. C. Winterthur Suiza                                                                                         | Total club    | Total club    | 16    | 5     | 0                   | 0                   | 0                          | 0                          | 16    | 5     |
| Şanlıurfaspor Turquía                                                                                          | 2.ª           | 2023-24       | 4     | 1     | 0                   | 0                   | ―                          | ―                          | 4     | 1     |
| Şanlıurfaspor Turquía                                                                                          | Total club    | Total club    | 4     | 1     | 0                   | 0                   | 0                          | 0                          | 4     | 1     |
| Total carrera                                                                                                  | Total carrera | Total carrera | 166   | 38    | 10                  | 1                   | 1                          | 0                          | 177   | 39    |
| (1)Incluidos los datos de la Copa de Bélgica (2017-18). (2)Incluidos los datos de la Copa Sudamericana (2017). |               |               |       |       |                     |                     |                            |                            |       |       |

### Selecciones
Actualizado al 11 de junio de 2017.
Último partido citado: Uruguay 0 - 0 Italia
| Sub-15 · Uruguay | 2012-13       | - | - | - | - | 3  | 2 | 3  | 2 |
| Sub-15 · Uruguay | Total sel.    | - | - | - | - | 3  | 2 | 3  | 2 |
| Sub-20 · Uruguay | 2015-16       | - | - | - | - | 5  | 1 | 5  | 1 |
| Sub-20 · Uruguay | 2016-17       | 6 | 2 | 7 | 0 | 5  | 2 | 18 | 4 |
| Sub-20 · Uruguay | Total sel.    | 6 | 2 | 7 | 0 | 10 | 3 | 23 | 5 |
| Total carrera | Total carrera | 6 | 2 | 7 | 0 | 13 | 5 | 26 | 7 |
| (1)Incluidos los datos del Campeonato Sudamericano Sub-20 (2017) (2)Incluidos los datos de la Copa Mundial Sub-20 (2017) |               |   |   |   |   |    |   |    |   |

### Resumen estadístico
|                             | Partidos | Goles | Promedio |
| --------------------------- | -------- | ----- | -------- |
| Liga                        | 50       | 9     | 0,18     |
| Copas nacionales            | 3        | 0     | 0,00     |
| Copas internacionales       | 1        | 0     | 0,00     |
| Selección de Uruguay sub-15 | 3        | 2     | 0,66     |
| Selección de Uruguay sub-20 | 23       | 5     | 0,21     |
| Total                       | 80       | 16    | 0,20     |

## Palmarés

### Títulos internacionales
| Título                         | Club (*)                    | País    | Año  |
| ------------------------------ | --------------------------- | ------- | ---- |
| Campeonato Sudamericano Sub-20 | Selección de Uruguay sub-20 | Ecuador | 2017 |

(*) Incluyendo la selección.

### Distinciones individuales
| Distinción                                                  | Año  |
| ----------------------------------------------------------- | ---- |
| Mejor jugador de la etapa del Campeonato Uruguayo - Fecha 7 | 2016 |
| Revelación del Campeonato Uruguayo para Referí              | 2016 |